# José Alonso Ruiz de Conejares
José Alonso Ruiz de Conejares (Corella, 21 de setembre de 1781 - Madrid, 12 d'abril de 1855) va ser un jurista i polític liberal espanyol, ministre de justícia durant el regnat d'Isabel II d'Espanya.
El 1806 es llicencià en dret i el 1810 fou president de la Junta Central de Navarra i ministre del consell de Navarra durant la guerra del francès. El 20 de maig de 1814 fou nomenat censor de Publicacions, el 28 de novembre de 1814 assessor de la Junta de Sanitat i el 8 d'abril de 1815 assessor de Rendes generals i estancades (8 d'abril de 1815). A causa de les seves tendències liberals fou detingut durant l'etapa absolutista del regnat de Ferran VII d'Espanya. Va desenvolupar la seva professió com a jurista tant com a fiscal com magistrat de diferents Audiències. Durant el Trienni Liberal va formar part de la Societat Patriòtica de Pamplona, raó per la qual després de l'arribada dels Cent Mil Fills de Sant Lluís va perdre tots els seus càrrecs.
En esclatar la Primera Guerra Carlina va donar suport Isabel II i l'11 de febrer de 1834 fou nomenat comissari regi a Biscaia. Es va mostrar partidaris que tant el País Basc com Navarra uniformitzessin la seva legislació foral respecte de l'espanyola. Pel gener de 1838, va ser membre de la Comissió encarregada de redactar les noves jurídiques espanyoles i el maig de 1841 fou nomenat Ministre de Gràcia i Justícia fins a juny de 1842. Durant el seu mandat es va aprovar la Llei Paccionada Navarresa. També dictar una llei que sotmetia als religiosos a la jurisdicció ordinària, però no s'arribà a aprovar.
En 1843, 1846 i 1854 fou elegit novament diputat per Ávila, Navarra i Madrid. Entre juliol i novembre de 1854 fou novament Ministre de Gràcia i Justícia en el tercer gabinet de Baldomero Espartero. Poc després fou nomenat president del Tribunal Suprem, càrrec que ocupar breument a causa de la seva mort el 12 d'abril de 1855.

## Obres
- Recopilación y Comentarios de los Fueros y Leyes del Antiguo Reino de Navarra, que han quedado vigentes después de la modificación hecha por la Ley Paccionada de agosto de 1841